# 631 Philippina
Philippina (asteróide 631) é um asteróide da cintura principal com um diâmetro de 57,65 quilómetros, a 2,5521977 UA. Possui uma excentricidade de 0,0854026 e um período orbital de 1 702,63 dias (4,66 anos).
Philippina tem uma velocidade orbital média de 17,82996761 km/s e uma inclinação de 18,93284º.
Esse asteróide foi descoberto em 21 de Março de 1907 por August Kopff.